# Perfluoroctanoylfluorid
Perfluoroctanoylfluorid ist eine chemische Verbindung aus der Gruppe der Perfluoroctansäurederivate.

## Gewinnung und Darstellung
Perfluoroctanoylfluorid kann durch elektrochemische Fluorierung von Octansäurehalogeniden wie Octanoylchlorid gewonnen werden. Dabei entstehen Perfluoroctanoylfluorid und ein Gemisch von anderen perfluorierten Verbindungen.

## Eigenschaften
Perfluoroctanoylfluorid ist ein farblose Flüssigkeit.

## Verwendung
Perfluoroctanoylfluorid ist ein organisches Lösungsmittel, das als Verdünnungsmittel in Trifluoressigsäure und entionisiertem Wasser verwendet wird. Es wird auch als Monomer bei der Herstellung von fluorierten Polymeren verwendet. Es dient auch zur Herstellung von Perfluoroctansäure.

## Regulierung
Die Perfluoroctansäure (PFOA), ihre Salze und PFOA-verwandte Verbindungen (Vorläuferstoffe) wurden 2019 in den Anhang A (Eliminierung) des Stockholmer Übereinkommens aufgenommen. Der Beschluss wurde durch eine Änderung der EU-POP-Verordnung in EU-Recht übernommen.